# Püstəqasım
Püstəqasım è un comune dell'Azerbaigian situato nel distretto di Quba. Conta una popolazione di 1 841 abitanti.